# Rahanweyn
Le clan Rahanweyn (dans le nord de la Somalie : Raxaweyn, en arabe : رحنوين), également connu sous le nom de Digil et Mirifle (somali : Digil iyo Mirifle) est un important clan somalien. C'est l'un des principaux clans somaliens de la Corne de l'Afrique, avec un vaste territoire comprenant les vallées fertiles densément peuplées des rivières Jubba et Chébéli et la zone les reliant, principalement habitée par des colons des lignées Digil et Mirifle.

## Étymologie
Les anthropologues et les Somaliens du nord ont créé  le terme Rahanweyn. Le nom serait une combinaison de Rahan (meule) et Weyn (grand) qui signifie (grande meule) suggérant la relation sémantique du nom avec l'économie Reewin. Une autre signification combine les noms de Rahan (foule) et Weyn (grand) qui signifie (littéralement « foule-grande » ou « les grandes foules »), indiquant que les clans Reewin sont une confédération de divers clans somaliens qui ont migré ailleurs.
Cependant, toutes ces définitions sont basées sur le dialecte du nord de la Somalie plutôt que sur le dialecte du sud de la Somalie, par conséquent, ces définitions doivent être considérées comme inexactes[réf. nécessaire]. Le nom est correctement prononcé Reewin qui peut être divisé en Ree (famille) et Wiin (ancienne), et qui signifie donc « ancienne famille ». Ce nom fait référence aux origines anciennes de Reewin, ce qui pourrait indiquer qu'ils ont peut-être été le premier groupe somalien à migrer vers la Somalie moderne, tandis que le reste des clans somaliens ont lentement commencé à diverger et à développer leurs propres dialectes distincts. Une autre théorie affirme que le nom Rahanweyn dérive du nom de l'ancêtre de tous les clans Rahanweyn, un Ma'd ou Mohammed Reewin.

## Aperçu
Chacun des deux sous-clans des Rahanweyn comprend un grand nombre de clans et de sous-clans. Le sous-clan Digil est principalement composé d'agriculteurs et de populations côtières, tandis que les Mirifle sont majoritairement des éleveurs.
Selon la loi constitutionnelle, les Somaliens sont linguistiquement regroupés en Mai Terreh et Maxaa Tiri. La grande majorité des Somaliens qui parlent Mai Terreh (également connu sous le nom de Mai-Mai ou Af-Maay) sont les Rahanweyn qui descendent de Sab, tandis que les locuteurs de Maxaa Tiri (c'est-à-dire le somali le plus parlé) appartiennent à d'autres clans ( Darod, Dir, Hawiye et Isaaq) qui descendent de Samaale. On pense que Sab et Samaale ont tous deux été engendrés par Hiil (père ancestral de tous les Somaliens),.
Les clans Rahanweyn contiennent un nombre élevé de membres adoptés. L'anthropologue britannique I. M. Lewis décrit le Rahanweyn comme une « synthèse d'anciens groupes de cultivateurs et d'immigrants plus récents et autrefois nomades des autres clans somaliens », avec presque toutes les lignées somaliennes ayant quelques rejetons vivant parmi eux. Cela permet aux nouveaux arrivants de bien s'intégrer dans les clans existants, mais complique leur généalogie dans des lieux comme Shabeellaha Hoose ou le Jubaland.

## Habitat
Le clan réside dans de riches terres fertiles du sud de la Somalie et vit sur les rives des deux principaux fleuves somaliens, les fleuves Chébéli et Jubba. Les Rahanweyn constituent la majorité de la population dans les régions du sud-ouest, telles que Bay, Bakool et Shabeellaha Hoose. On pense également qu'ils constituent une majorité silencieuse dans le Jubaland, en particulier dans des régions telles que Gedo, le Moyen-Juba et le Bas-Juba. Ils sont le deuxième plus grand clan à résider à Mogadiscio. On les trouve également dans la région somalienne de l'Éthiopie et dans la province du nord-est du Kenya.

## Histoire ancienne

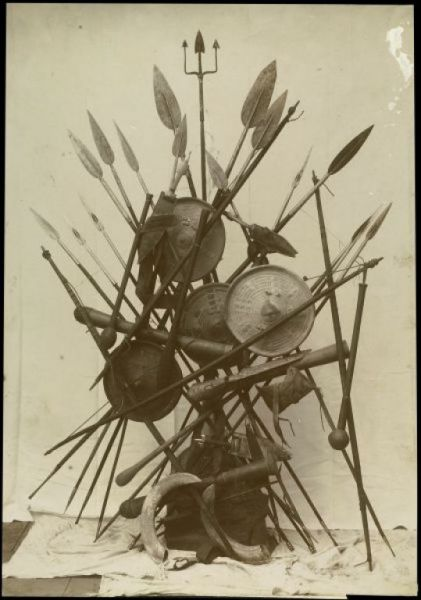
Armes et outils traditionnels des Rahanweyn

### Antiquité
Les groupes Reewin sont les premiers groupes somaliens ou couchitique à entrer dans la partie sud de la Somalie moderne, vers la fin du IIe siècle av. J.-C.,.
Le clan Rahanweyn est mentionné comme le peuple de Reewin qui vit dans les terres fertiles et les provinces côtières et est un peuple très riche et puissant dans le sud de la Somalie à l'époque. Ils seraient un sous-groupe d'ancêtres du peuple Barbara ou Barbaroi du peuple somalien.

### Sous le sultanat Tunni
Le sultanat Tunni (du IXe siècle au XIIIe siècle) est un sultanat musulman somalien situé dans le sud-ouest de la Somalie, au sud de la rivière Chébéli. Il est gouverné par le peuple Tunni Rahanweyn. La région de Tunni correspond alors avec la région actuelle de Shabeellaha Hoose. La ville de Barawa (ou Brava) est fondée par un saint Tunni appelé Aw-Ali et devient la nouvelle capitale du Sultanat Tunni. La ville prospère et devient l'un des principaux centres islamiques de la Corne de l'Afrique, attirant des étudiants de toute la région. Les érudits musulmans de cette époque, comme Ibn Saïd, décrivent Barawa comme « une île islamique sur la côte somalienne ». Al-Idrisi décrit aussi la construction de maisons de corail et note que Barawa regorge de produits nationaux et étrangers. Les Ajuran prennent finalement le contrôle de la région et mettent fin au sultanat Tunni.

### Sous le sultanat d'Ajuran
Avec Hawiye, le clan Rahanweyn passe aussi sous le contrôle de l'empire Ajuran au XIIIe siècle. Celui-ci gouverne une grande partie du sud de la Somalie et de l'est de l'Éthiopie, avec son domaine s'étendant de Hobyo au nord, à Qelafo à l'ouest, et Kismayo au sud.

### Sultanat Geledi
À la fin du XVIIe siècle, le sultanat d'Ajuran est en déclin et divers vassaux se libèrent ou sont absorbés par de nouvelles puissances somaliennes. L'une de ces puissances est le sultanat Geledi, créé par Ibrahim Adeer, un ancien général Ajuran qui a réussi à repousser l'armée impériale Ajuran hors d'Afgooye. Il crée la maison dirigeante du sultanat Geledi, la dynastie Gobroon, après avoir d'abord vaincu l'état vassal d'Ajuran, le royaume de Silcis.
Le sultanat Geledi est un royaume de Rahanweyn gouverné par le noble clan Geledi qui domine les rivières Jubba et Chébéli à l'intérieur et la côte de Benadir. Le Sultanat Geledi domine le commerce de l'Afrique de l'Est et a assez de pouvoir pour forcer les Arabes du Sud à rendre hommage aux nobles souverains Geledi comme le sultan Yusuf Mahamud.

#### Administratif et militaire
Le sultanat de Geledi exerce une forte autorité centralisée au cours de son existence et possède tous les organes et signes extérieurs d'un État moderne intégré : une bureaucratie fonctionnelle, une noblesse héréditaire, des aristocrates titrés, un système fiscal, un drapeau d'État, ainsi qu'une armée professionnelle,. Le grand sultanat conserve également des registres écrits concernant leurs activités, qui existent toujours.
La capitale principale du sultanat Geledi se situe à Afgooye où les dirigeants résident dans le grand palais. Le royaume possède un certain nombre de châteaux, de forts et d'autres types d'architectures dans divers domaines de son royaume, notamment une forteresse à Luuq et une citadelle à Bardera.
L'armée Geledi compte 20 000 hommes en temps de paix et peut être élargie à 50 000 hommes en temps de guerre. Les commandants suprêmes de l'armée sont le sultan et son frère, qui ont en-dessous d'eux des Malaakhs et des Garads. L'armée est approvisionnée en fusils et en canons par des commerçants somaliens des régions côtières qui contrôlent le commerce des armes en Afrique de l'Est.

#### Commerce
Le royaume entretient un vaste réseau commercial, commerçant avec l'Arabie, la Perse, l'Inde, le Proche-Orient, l'Europe et le monde swahili, dominant le commerce de l'Afrique de l'Est, et constitue une puissance régionale.
Dans le cas des Geledi, la richesse revient aux nobles et au sultanat. Elle provient de la culture marchande pratiquée dans les vallées du Chébéli et du Jubba, mais aussi du commerce et de la traite des esclaves; ainsi que d'autres entreprises telles que l'ivoire, le coton, le fer, l'or, et de nombreux autres produits. Ils élèvent également des animaux tels que des bovins, des moutons, des chèvres et des poulets.

## Histoire moderne

### Protectorat italien

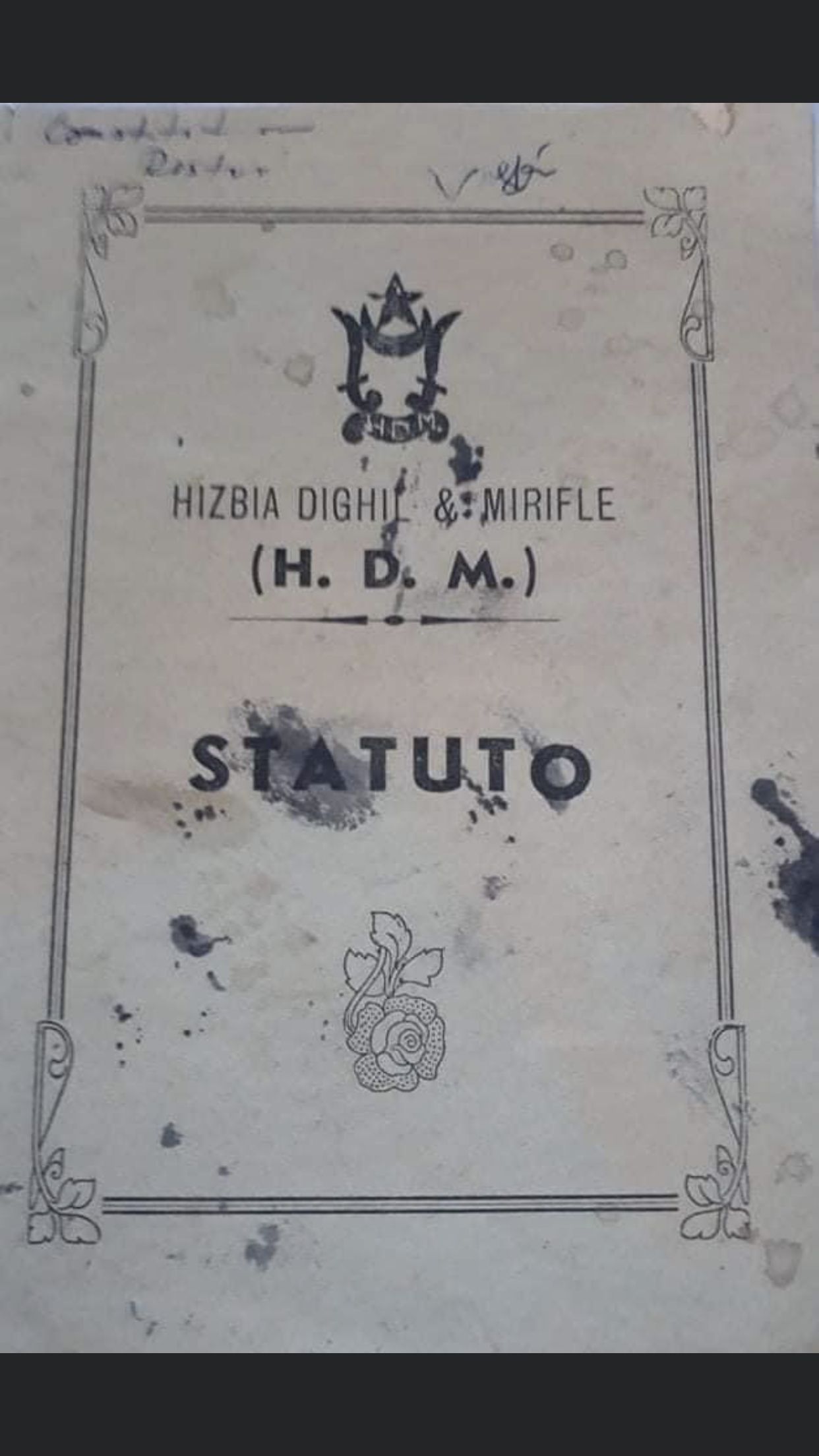
Statut du parti Hizbi Dhigil & Mirifle dans les années 1950

Le sultanat de Geledi est finalement incorporé à la Somalie italienne en 1908 par le dirigeant de Geledi Osman Ahmed qui signe plusieurs traités avec les colons italiens. Le royaume s'effondre avec la mort d' Osman Ahmed en 1910.

### Parti Hizbi Dhigil & Mirifle
Le Hizbi Dhigil & Mirifle (1947-1969) est un parti politique somalien formé par des membres du clan Rahanweyn, et Jeilani Sheikh Bin Sheikh est le premier à être élu à sa tête et est parmi les premiers à appeler au fédéralisme en Somalie. Le parti prend ses racines dans les années 1920 sous le nom de Hizbiya Dastur Mustaqil Al Sumal. Il est au départ une organisation anticoloniale qui agit pour l'éducation, améliore les conditions sanitaires et effectue d'autres actions caritatives. Le Hizbi Dhigil & Mirifle se forme réellement en 1947 et devient le principal parti d'opposition, remportant le 2e plus grand total de sièges au parlement après la Ligue de la jeunesse somalie. Ses principaux objectifs sont de plaider en faveur des peuples Digil et Mirifle de Somalie et d'un véritable recensement dans la République somalie. Le parti fait également pression pour améliorer les pratiques agricoles et d'élevage.

### Marginalisation politique et confiscation des terres
Pendant la lutte pour l'indépendance, les partis politiques sont fondés sur l'intérêt clanique bien que ces organisations prétendent agir dans l'intérêt national et s'opposer à la division clanique. Ainsi, la position anti-clan est un acte visant à promouvoir leurs intérêts claniques. Des lois anti-claniques sont approuvées à l'indépendance, qui violent les droits fonciers traditionnels et permettent aux non-membres de Rahanweyn de prospérer aux dépens de Rahanweyn. Sous un prétexte de nationalisme, ces lois promeuvent en fait les intérêts des clans Darod et Hawiye. Lorsque le clan Rahanweyn établit une domination politique et numérique dans la région séparant les deux rivières, une pétition amène à diviser la région en neuf provinces, seules deux restent sous le contrôle politique des Rahanweyn tandis que les autres sont dirigés par le clan Darod. Il s'agit d'un développement prétendument national qui s'avère être une politique hégémonique, encore aggravée par le développement coopératif en 1974 sous le président Siad Barre. Les terres des Rahanweyn sont alors saisies et annexées en vertu d'une loi de propriété. Les fermes d'État utilisent donc les Rahanweyn comme ouvriers, mais sont gérées par le clan Darod et ne font que promouvoir l'intérêt de Darod, pas celui de la nation.
Historiquement, le Jubaland est le fief de Rahanweyn et avant la colonisation italienne, la région est gouvernée par le sultanat Geledi. En 1975, Mohammed Siad Barre, membre du sous-clan Marehan des Darod, crée six régions différentes appelées Jubbada Hoose, Jubbada Dhexe, Gedo, Bay, Bakool et Shabeellaha Hoose pour des raisons politiques afin de favoriser les Darod et d'affaiblir l'influence politique des Rahanweyn dans le sud. Les Marehan sont récompensés par un pouvoir politique pour diriger la région de Gedo, les Ogaden par un pouvoir politique dans la région de Jubbada Hoose, les Harti, par des pouvoirs politiques sur la région du Jubbada Hoose, et les Hawiye se voient attribuer le pouvoir politique sur le Shabeellaha Hoose.
Les principales villes contrôlées par le clan Rahanweyn sont situées sur la rivière Jubba, il s'agit de Dolow, Luuq, Burdhubo, Bardera, Saakow, Bu'ale, Jilib, Jamaame et Kismaayo. Elles perdent donc leur identité Rahanweyn. Les Rahanweyn ne sont plus positionnés que dans la région enclavée de la baie.
La mission d'enquête danoise dans la région de Gedo en Somalie écrit dans son rapport : 

« Selon Abdirshakar Othawai, la colonisation extensive des clans Marehan dans la région de Gedo se poursuivait depuis un temps considérable. En 1977-1980, la guerre de l'Ogaden entre la Somalie et l'Éthiopie a déclenché d'importants mouvements de population, de nombreux membres de Marehan étant transférés d'Éthiopie vers Luuq et Burdhubo notamment.
Le gouvernement somalien de l'époque, dirigé par Siad Barre, a aidé les colons Marehan à Gedo avec des outils agricoles, entre autres installations, tandis qu'une ONG japonaise a tenté de persuader les clans Rahanweyn d'accepter les nouveaux colons Marehan, arguant notamment qu'il s'agissait un aménagement temporaire. Les colons Marehan vivaient actuellement dans ces régions, les clans Rahanweyn y étant évincés en conséquence.
La guerre civile en Somalie dans les années 1900 a poussé la plupart des membres du sous-clan Gabaweyn de Rahanweyn à quitter la région de Gedo et à aller vivre au Kenya et en Éthiopie. Cela a permis aux clans Marehan de s'assurer enfin le pouvoir politique dans la région de Gedo. Abdullahi Sheikh Mohamed, du SRP de l'UNOPS, considérait cette prise de pouvoir comme l'aboutissement d'une stratégie à long terme du président de l'époque, Siad Barre, avec la création de la région de Gedo en 1974 afin de créer une base régionale pour le clan Marehan. »

Un mouvement similaire se produit dans les régions du Bas et du Moyen Jubba. Pendant la guerre de l'Ogaden, un grand nombre de réfugiés ont été réinstallés au Moyen Jubba. Au moment de la famine dans le nord-est de la Somalie, les clans Harti sont réinstallés dans le Bas Jubba.

### Guerre civile et État du Sud-Ouest
Pendant la guerre civile, les Rahanweyn, moins agressifs, souffrent face aux autres clans somaliens. Le général Morgan, neveu de Siad Barre, unifie les factions Darod dans le Jubaland et fonde le Front national somalien. Il débute une guerre contre le président autoproclamé Mohamed Farrah Aidid qui dirige la milice Hawiye connue sous le nom de Congrès de la Somalie unie. Les milices Darod et Hawiye utilisent les terres des Rahanweyn comme champ de bataille et commettent des violations des droits de l'homme contre la population de la région. Dans la province de Bay, les membres de la milice Marehan ciblent les femmes du clan Rahanweyn. Barre prévoit de réinstaller les clans Darod dans la région et organise des plans secrets avec son gendre, le général Morgan, pour exterminer le clan Rahanweyn. En fait, il s'agit d'un objectif à long terme, comme le montrent les documents « Death letter one » et « Death letter two » de 1987. Dans ceux-ci, Morgan propose l'idée de l'anéantissement à la fois des Isaaq au nord et des Rahanweyn au sud. Outre les massacres, le général Morgan utilise d'autres types de méthodes telles que la famine comme tactique principale en pillant les entrepôts des ONG et en attaquant les convois, pour empêcher l'aide alimentaire d'atteindre les Rahanweyn. Compte tenu du taux de mortalité (40% de la population, dont 70% des enfants), des tentatives pour empêcher l'aide alimentaire, des meurtres de survivants et de la colonisation des terres pour son propre clan, un effort délibéré pour détruire les Rahanweyn est probable. Dans le même temps, le président autoproclamé Mohamed Farrah Aidid et les forces qui lui sont fidèles occupent les régions dominées par le clan Rahanweyn, telles que Bay, Bakool et Shabeellaha Hoose sous couvert de libération de la domination par les forces du régime de Siad Barre. La milice Habar Gidir reste longtemps sur place et commence à s'installer illégalement en pillant des propriétés et des terres agricoles et en utilisant la population locale comme main-d'œuvre, de la même manière que le clan Darod dans le Jubaland,.
Le chercheur et analyste Muuse Yuusuf déclare : 

« Lors de la rébellion contre le régime du général Siad Barre, il y avait quelques groupes rebelles Rahanweyn, comme le SDM. Cependant, ils n'étaient pas forts militairement et leur élite politique n'avait pas accès à l'arsenal militaire de l'État comme les chefs militaires de haut rang des autres factions Hawiye, Darod et Isaaq, qui ont pillé l'arsenal de l'État. Les élites de Rahanweyn n'avaient pas non plus une base de pouvoir économique et une communauté de la diaspora pour soutenir leur mouvement, des facteurs qui ont aidé d'autres factions. Ils étaient également divisés entre eux, soutenant différents groupes rebelles. Par exemple, le SDM a dû s'allier aux différentes factions de l'USC pour expulser le reste des forces du président Siad Barre de leurs terres. En effet, les anciens des clans de ces régions ont demandé au général Aideed de les aider à libérer leur terre des forces fidèles au président Siad Barre, qui commettaient des atrocités dans la région. Il s'est avéré que la faction USC du général Aideed les a trahis politiquement lorsque ses miliciens ont occupé les régions de Rahanweyn sous prétexte qu'ils les avaient libérées du régime « déchu ». Par conséquent, lors de l'effondrement de la dictature militaire, les clans Rahanweyn et les petits groupes ethniques non somaliens se sont retrouvés sans défense et pris au piège entre les factions Hawiye et Darod en maraude dans ce qui est devenu connu sous le nom de « triangle de la mort » dans lequel Baidoa, la capitale de la région Bay, est devenue la ville de la mort. Ils ont le plus souffert lorsque jusqu'à 500 000 personnes sont mortes de faim à cause de la destruction des terres agricoles et des propriétés et de la confiscation des fermes par les factions belligérantes. Et aussi à cause de ce qui a été décrit comme une « politique génocidaire » en vertu de laquelle les factions Hawiye et Darod étaient déterminées à exterminer les Rahanweyn. Si vous comparez l'expérience du clan Rahanweyn avec l'expérience de n'importe quel autre clan, il devient évident qu'ils ont non seulement été marginalisés tout au long de l'histoire somalienne, mais ont également souffert plus que tout autre clan pendant la guerre civile, car des centaines de milliers de personnes sont mortes à cause du conflit et d'autres causes connexes. »

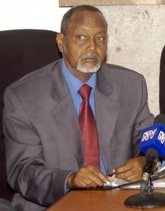
Hasan Muhammad Nur Shatigadud, chef de l'Armée de résistance de Rahanweyn

Au début de l'année 1993, la guerre constante et les souffrances communautaires endurées par le clan font réaliser à la communauté Rahanweyn qu'elle partage la même histoire et la même expérience de marginalisation politique et de victimisation tout au long de l'histoire somalienne moderne. En mars 1993, le mouvement démocratique somalien organise une conférence de rétablissement de la paix pour unir les clans riverains qui se tient dans la ville de Bonkain dans la province de Bay en 1994. Le clan Rahanweyn réussit à établir ses propres administrations et Baidoa n'est plus considérée comme la ville de la famine. En 1995, les Rahanweyn tiennent un congrès à Baidoa pour promouvoir leur intérêt en unissant les communautés des deux rivières Chébéli et Jubba et exigent un État régional autonome. La vision est ambitieuse et se compose de six régions administratives : Bay, Bakool, Shabeellaha Hoose, Jubba Dhexe, Jubba Hoose et Gedo. Dans le cadre de ce projet, les Rahanweyn sont considérés comme la majorité légitime dans ces régions. Cependant, malgré ce projet avantageux pour les clans des deux rivières, il reste encore des défis à relever. Les territoires traditionnels de Rahanweyn sont toujours occupés par les milices Darod et Hawiye et le déplacement massif des populations locales a perturbé la vie sociopolitique et les activités économiques de la région. Ce n'est qu'à la fin 1995 que l'Armée de résistance de Rahanweyn (ARR) est fondée pour libérer les terres de Rahanweyn et lance une série de campagnes militaires contre les miliciens d'Aidid. En 1999, les forces de l'ARR chassent avec succès les combattants Habar Gidir des régions de Bay, Bakool et Shabeellaha Hoose. L'objectif suivant est le Jubaland, et l'expulsion des colons illégaux venus à l'époque du dictateur Siad Barre. Cependant, le plan est interrompu en 2000 lorsque le gouvernement national de transition est mis en place. Les clans Hawiye et Darood craignent l'ambition politique croissante de Rahanweyn et demandent à la communauté internationale de faire pression sur les Rahanweyn pour qu'ils acceptent le statu quo d'alors. Néanmoins, les communautés Rahanweyn sont finalement ravies d'avoir réussi à établir leur propre État autonome en 2002 et réaffirment leur autonomie par rapport aux factions hégémoniques Darod et Hawiye. La création de la RRA et la déclaration de l'État du sud-ouest de la Somalie sont un indicateur de la victoire du clan sur les factions dominantes, originaires d'endroits lointains comme les régions centrales. En établissant leur propre état et armée, le clan Rahanweyn se positionne comme une force avec laquelle il faut compter dans le pays, déjà divisé en États claniques. Cette action historique n'est rien de plus qu'un mécanisme d'adaptation qui se produit pendant la guerre civile, tout comme les Isaaq et les Majerteen qui ont formé leurs propres États autonomes.
L'Armée de résistance de Rahanweyn fonde en avril 2002 l'État autonome connu sous le nom de Somalie-du-sud-Ouest,, qui peut nommer son propre gouvernement, contrôler son économie, entretenir sa propre armée et avoir son drapeau. L'État du Sud-Ouest est considéré comme un important pilier de stabilité dans le sud de la Somalie[réf. nécessaire].

## Arbre des clans et sous-clans
La section suivante est tirée de Conflict in Somalia: Drivers and Dynamics, publié en 2005 par la Banque mondiale et du rapport du Home Office du Royaume-Uni, Somalia Assessment 2001,.
- Rahanweyn
  - Digil
    - Geledi
    - Begedi
    - Dabare
    - Tunni
    - Jiddou
    - Garre

  - Mirifle
    - Sagaal
      - Jilible
      - Eylo
      - Gasaargude
      - Gawaweyn
      - Geeladle
      - Luwaay
      - Hadame
      - Yantaar
      - Hubeer

    - Sideed
      - Leysan
      - Hariin
      - Eelay
      - Jirôon
      - Waanjel
      - Haraw
      - Maalinweyn
      - Disow
      - Eémidé
      - Qoomaal
      - Yeledle
      - Qamdi
      - Garwaal
      - Reer Dumaal
      - Helledy

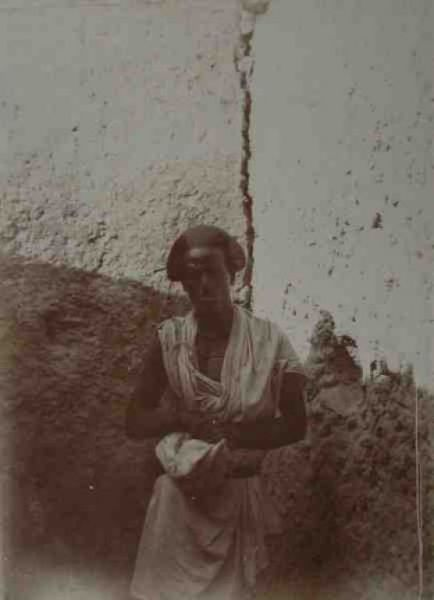
Un homme du clan Rahanweyn

Dans la partie centre-sud de la Somalie, la Banque mondiale montre l'arbre clanique suivant : 
- Rahanweyn
  - Digil
    - Geledi
    - Jiddo
    - Begedi

Christian Bader énumère les principaux sous-clans Digil et Rahanweyn comme suit : 
- Sab
  - Amarre
    - Daysame
      - Digil
        - Maâd
          - Rahanweyn
            - Jambaluul
            - Midhifle
            - Begedi
            - Aleemo

          - Maatay
            - Irroole
            - Dabarre

          - 'Ali Jiidu
          - Dubdheere
            - Waraasiile
            - Tikeme

          - Duubo
          - Digiine
          - Iise Tunni

## Personnes notables appartenant au clan Rahanweyn

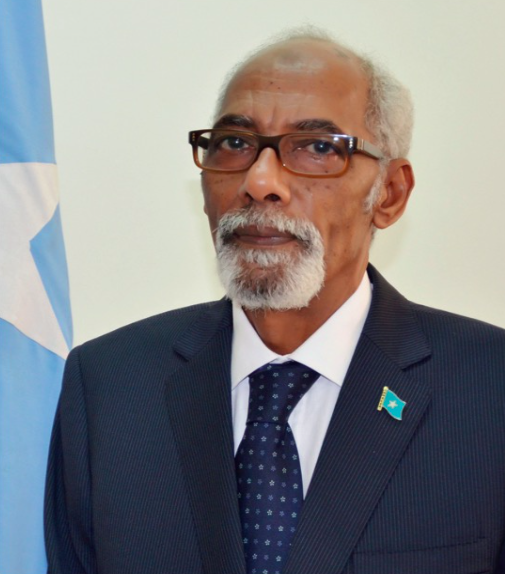
Mohamed Osman Jawari ancien président du Parlement

- Adan Mohamed Nuur Madobe, actuel président du Parlement fédéral de la Somalie.
- Ibrahim Adeer, premier sultan du sultanat Geledi
- Mohamed Jawari, ancien président du Parlement fédéral de la Somalie
- Mukhtar Robow Ali (Abou Mansour), ministre des Affaires religieuses et ancien membre et porte-parole d'Al-Shabab (2007-2013).